# Sunshine Skyway Bridge
Die Sunshine Skyway Bridge überspannt die Tampa Bay und verbindet die Stadt Saint Petersburg mit Terra Ceia. Mit einer Länge von 8851,392 Metern (exakt 5,5 Meilen) gehört sie zu den längsten Brücken mit einer Schrägseil-Mittelöffnung. Der Bau der heutigen, mautpflichtigen Brücke begann 1982 und kostete 667 Mio. USD. Die fertige Brücke wurde am 7. Februar 1987 eingeweiht und am 20. April 1987 für den Verkehr freigegeben.
Im September 1994 wurde der Brücke die offizielle Bezeichnung Bob Graham Sunshine Skyway Bridge gegeben, nach dem Gouverneur von Florida Bob Graham, der während des Designs und während eines Großteils des Baus im Amt war.

## Ursprüngliche Brücke

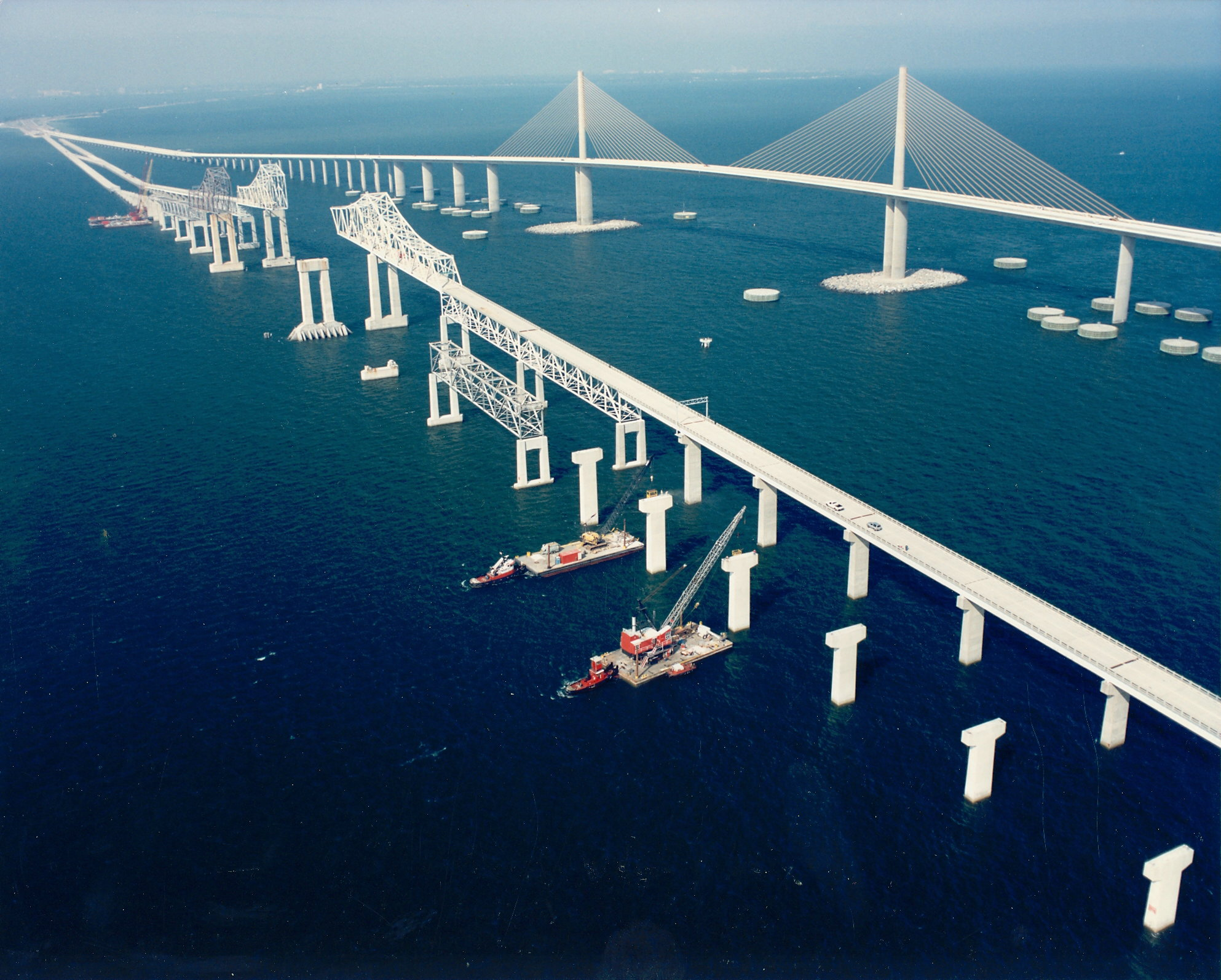
Abriss der alten Brücke, rechts die neue

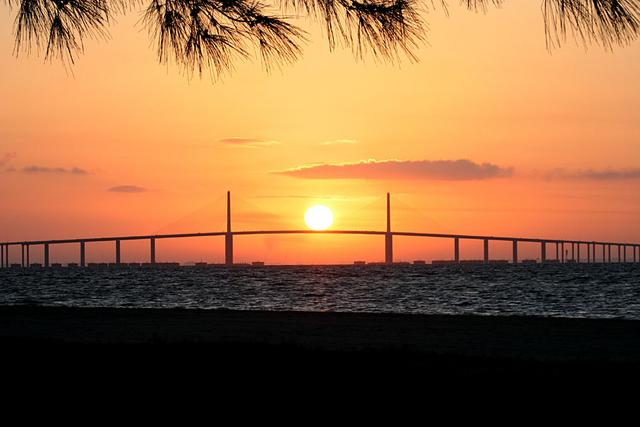
Brücke vom Fort De Soto Park aus gesehen

Die heutige Brücke ersetzte eine von dem deutsch-amerikanischen Bauingenieur Hannskarl Bandel konstruierte Stahlbrücke desselben Namens. Die ursprünglich zweispurige Brücke wurde 1954 fertiggestellt und ersetzte damals den Fährbetrieb von Point Pinellas nach Piney Point. 1969 wurde eine ähnliche Brücke parallel zur bereits bestehenden gebaut, um die Interstate-Anforderung von vier Fahrspuren zu erfüllen.

## Brückeneinsturz
Am 9. Mai 1980 kollidierte das Frachtschiff Summit Venture während eines Sturms mit einem Brückenpfeiler, worauf etwa 366 Meter der 1969 errichteten, zweiten Brücke in die Tampa Bay fielen. Dabei stürzten sechs Autos und ein Bus der Greyhound Lines 46 Meter tief ins Wasser, wobei 35 Personen ums Leben kamen.
Als einzige Person überlebte Wesley MacIntire den Sturz, da sein Geländewagen zuerst auf dem Deck des Frachtschiffs landete, bevor er ins Wasser fiel. Er verklagte die Eigentümer des Schiffs und erzielte 1984 einen Vergleich über 175.000 USD.
Nach dem Unglück mussten die beiden 1954 fertiggestellten, in Nordrichtung vorgesehenen Fahrspuren den Verkehr in beide Richtungen bewältigen, bis die heutige Brücke fertiggestellt war. Bevor die alte Brücke abgebrochen wurde, durfte Wesley MacIntire als letzte Person noch einmal über die Brücke fahren. Teile der alten Brücke dienen heute als Fischerpier.